# Dębiny (województwo warmińsko-mazurskie)
Dębiny – wieś w północnej Polsce, położona w województwie warmińsko-mazurskim, w powiecie braniewskim, w gminie Wilczęta, w zakolu Pasłęki.
W latach 1975–1998 miejscowość administracyjnie należała do województwa elbląskiego.

## Historia
Pierwsza historyczna wzmianka o tej wsi w formie Borchertsdorf była z 2 czerwca 1289 i pochodziła z zapisu lokacyjnego dla tej wsi, w którym to mistrz Zakonu Krzyżackiego w Prusach Meinhard von Querfurt przydziela między innymi Sampalthe i Ganathe "10 łanów ziemi (1 łan chełmiński- 16,8 hektara), a więc około 168 hektarów z prawem do "małego i dużego sądu". Udotowani w ten sposób "lokatorzy" tej wsi byli również zobowiązani do stawania na wyprawy wojenne oraz do budowania umocnień grodów. Wieś została założona jako dobra służebne, na terenie dużego lasu oddzielającego dawną Pogezanię od Warmii. Były to najstarsze dobra służebne w dawnym okręgu Pasłęckim. Wszystkie lokowane w tym rejonie wsie należały do Krzyżackiego Komornictwa w Burdajnach. Dębiny leżały jednak na terenie plemiennej Warmii. Nazwiska dwóch głównych lokatorów Dębin skazują, że byli to "wolni Prusowie", którzy przeszli na służbę Zakonu Krzyżackiego.
W 1807 pobliskie wsie zostały zrujnowane ciągłymi kontrybucjami i kwaterunkami wojsk napoleońskich, które w pobliskiej Nowicy urządziły duży obóz. 
Z danych rachunkowych na dzień 1 grudzień 1875 wynika, iż wieś zamieszkiwało 445 mieszkańców, a w 1908 należało do niej 324 hektary ziemi. 
W 1906 ukończono drogę brukową do Dębin, a w latach 1920–1921 ułożono bruk do dworca kolejowego w Kurowie. 
Według danych z 1925 Dębiny zamieszkiwało 343 mieszkańców. W 1931 znajdowało się we wsi łącznie 81 domostw oraz przypisanych było 1386,8 hektarów ziemi.  
Rzemiosło we wsi reprezentowali: stelmach August Gröger, garncarz Karl Lehmann i garncarz Gustw Zerfowski, krawiec August Reß, stolarz Wilhelm Silz, kowal Wilhelm Sonntag, szewc Heinrich Thurau i krawcowa Marie Will. Dróżnikiem był Hermann Klein, a leśniczym był Richard Dreher, który mieszkał w leśniczówce Dębiny Leśne (Borchertsdorf- Wald)
Gospodę w Dębinach prowadził Wilhelm Kullowatz, także Otto Klann, a nauczycielem był Hermann Lemke i Karl Harnack, który był jednocześnie organistą. Agencję pocztową prowadził jeszcze w latach 20. pocztmistrz Wilhelm Schönfeld.
Według spisu na dzień 17.5.1939 wieś Dębiny zamieszkiwało 300 osób.
Wygląd oraz sytuację w Dębinach przed wojną opisał Siegfried Rautenberg, który spędził w tej okolicy swoje dziecinne i młodzieńcze lata. „(...) Gdy uczęszczałem do szkółki niedzielnej, którą prowadził kaznodzieja baptystów i szewc Johann Kohlert i który często opowiadał o biblijnym raju- widziałem przed swoimi oczami krajobraz, który był podobny do rajskiego ogrodu. Ludzie żyli tam z uprawy roli, hodowli bydła i bardzo często z pszczelarstwa. A więc była to ziemia dosłownie "mlekiem i miodem płynąca. To cudowne miejsce leżało tam, gdzie most spinał oba brzegi rzeki Pasłęki i tym samym wsie Plaßwich (Płoskinia) i Borchersdorf (Dębiny). Rzeka Pasłęka tworzyła tam granicę między katolicką Warmią a ewangelickim w zdecydowanej większości Oberlandem.” 
Z uwagi na fakt, iż pierwszą wzmiankę źródłową przyjmuje się na ogół jako datę powstania (założenia miejscowości), można przyjąć, że Dębiny obchodziły w 1989 jubileusz 700-lecia swego istnienia. 
Dębiny zostały założone przez Mistrza Zakonu Krzyżackiego Mainharda von Querfurt, tego samego, który założył w 1297 Pasłęk.
Od roku 2022 sołtysem Dębin jest Jacek Schulz, który też pełni funkcję Radnego Rady Gminy Wilczęta z okręgu Dębiny/Sopoty.